# Spergularia segetalis
Spergularia segetalis là loài thực vật có hoa thuộc họ Cẩm chướng. Loài này được (L.) G.Don miêu tả khoa học đầu tiên năm 1831.